# Mary Lines
Mary Lines (später Smith * 3. Dezember 1893 in London, Vereinigtes Königreich; † Dezember 1978 in Worthing) war eine britische Leichtathletin.

## Leben
Bei der Frauenolympiade 1921, der Frauenolympiade 1922 und den Weltfrauenspielen 1922 trat sie im Weitsprung und im Lauf über 60 und 800 Meter an und gewann neun Gold-, zwei Silber- und eine Bronzemedaille. 1924 nahm sie an der Frauenolympiade 1924 teil und gewann die Goldmedaille im 100-Yards-Lauf und im Weitsprung. 1922 nahm sie an der Frauenolympiade in Paris teil und gewann die Goldmedaille in der 4-mal-110-Yards-Staffel (mit Lines als erste Läuferin, Nora Callebout, Daisy Leach und Gwendoline Porter) und stellte damit einen neuen Weltrekord auf. 1923 nahm sie an den ersten WAAA-Meisterschaften teil und wurde britische Meisterin sowohl im Laufen über 100 Yards, 440 Yards und Hürdenlauf als auch im Weitsprung.
Lines studierte am Regent Street Polytechnic und arbeitete als Kellnerin. Sie zog sich 1924 von Wettbewerben zurück und heiratete Mr. Smith, der 1946 starb. 1971 zog sie zusammen mit ihren beiden unverheirateten Schwestern von London nach Worthing. Sie starb 1978 im Alter von 85 Jahren bei einem Verkehrsunfall. Sie beeilte sich, ihre Weihnachtspost aufzugeben, und rannte vor einen Lieferwagen.